# Lijst van Belgische adelsverheffingen 2025
Dit is een lijst van personen die in 2025 in de Belgische adel werden opgenomen en/of een titel verkregen.
De volgende gunsten werden verleend:
Vergunning van persoonlijke adeldom en de persoonlijke titel van baron of barones aan:
- Kaloma Bamiriyo, stichter van ACADEC
- Emmanuel Cornu, expert intellectueel eigendomsrecht
- Ann Demeulemeester-Verhelst, modeontwerpster
- Anne d'Ieteren, amazone in de paardensport
- Delphine Heenen,
- Emmanuël Keirse, rouwexpert en psycholoog
- Lutgarde Lynen, infectioloog
- Daniel Thierry,  oprichter van CARE Belgium
- Pierre Van Damme, emeritus professor vaccinoloog

Vergunning van persoonlijke adeldom en de persoonlijke titel van ridder:
- Francis De Smedt